# Гривз, Кейти
Кэтрин Роуз «Кейти» Гривз (англ. Catherine Rose "Katie" Greves; род. 2 сентября 1982, Лондон), в замужестве Солсбери (англ. Solesbury) — британская гребчиха, выступавшая за сборную Великобритании по академической гребле в период 1999—2016 годов. Серебряная призёрка летних Олимпийских игр в Рио-де-Жанейро, обладательница двух бронзовых медалей чемпионатов мира, чемпионка Европы, победительница и призёрка многих регат национального значения.

## Биография
Кейти Гривз родилась 2 сентября 1982 года в Лондоне, Великобритания. Заниматься академической греблей начала в 1996 году, проходила подготовку в клубе «Лендер» в Хенли-он-Темс.
Впервые заявила о себе в гребле на международной арене в 1999 году, выиграв бронзовую медаль в распашных безрульных четвёрках на юниорском мировом первенстве в Пловдиве. Год спустя на аналогичных соревнованиях в Загребе заняла четвёртое место в безрульных четвёрках и шестое место в рулевых восьмёрках.
В 2001 году вошла в основной состав британской национальной сборной и дебютировала в Кубке мира.
Первого серьёзного успеха на взрослом международном уровне добилась в сезоне 2007 года, когда побывала на чемпионате мира в Мюнхене и привезла оттуда награду бронзового достоинства, выигранную в восьмёрках — пропустила вперёд только экипажи из Соединённых Штатов и Румынии.
Участвовала в летних Олимпийских играх 2008 года в Пекине, однако попасть здесь в число призёров не смогла — в решающем финальном заезде восьмёрок показала пятый результат.
В 2009 году в парных четвёрках одержала победу на этапе Кубка мира в Баньолесе, в то время как на мировом первенстве в Познани в той же дисциплине финишировала пятой.
На чемпионате мира 2010 года в Карапиро стартовала в одиночках — сумела квалифицироваться лишь в утешительный финал B и расположилась в итоговом протоколе соревнований на девятой строке.
В 2011 году добавила в послужной список бронзовую награду, полученную в восьмёрках на мировом первенстве в Бледе — на сей раз её обошли команды из США и Канады.
Благодаря череде удачных выступлений удостоилась права защищать честь страны на домашних Олимпийских играх 2012 года в Лондоне, вновь выступала в восьмёрках и снова оказалась в финале пятой.
После лондонской Олимпиады Гривз осталась в составе гребной команды Великобритании на ещё один олимпийский цикл и продолжила принимать участие в крупнейших международных регатах. Так, в 2013 году в восьмёрках она выступила на чемпионате мира в Чхунджу, была близка к призовым позициям, став четвёртой.
В 2014 году в восьмёрках выиграла серебряную медаль на европейском первенстве в Белграде, тогда как на мировом первенстве в Амстердаме оказалась шестой.
На чемпионате Европы 2015 года в Познани была пятой в восьмёрках, на чемпионате мира в Эгбелете — четвёртой.
Выиграв чемпионат Европы 2016 года в Бранденбурге, благополучно прошла отбор на Олимпийские игры 2016 года в Рио-де-Жанейро. В составе экипажа, куда также вошли гребчихи Мелани Уилсон, Фрэнсис Хотон, Полли Суонн, Джессика Эдди, Оливия Карнеги-Браун, Карен Беннетт, Зои Ли и рулевая Зои де Толедо, в решающем финальном заезде восьмёрок пришла к финишу второй, уступив около двух с половиной секунд команде США, и тем самым завоевала серебряную олимпийскую медаль. Вскоре по окончании этого сезона приняла решение завершить спортивную карьеру.
Замужем за британским гребцом Томом Солсбери, участником двух Олимпийских игр.